# 허깅 페이스
허깅 페이스(Hugging Face, Inc.)는 기계 학습 모델을 구축, 배포 및 교육하기 위한 도구와 리소스를 개발하는 프랑스계 미국 회사이자 오픈 소스 커뮤니티이다. 뉴욕시에 본사를 둔 이 회사는 자연어 처리를 위해 구축된 Transformers 라이브러리와 커뮤니티 협업 및 접근성에 중점을 둔 것으로 가장 유명하다. 해당 플랫폼을 통해 사용자는 기계 학습 모델과 데이터 세트를 공유하고 작업을 선보일 수 있다.

## 역사
이 회사는 2016년 프랑스 기업가인 클레망 들랑그, 줄리앙 쇼몽, 토마스 울프가 뉴욕에서 설립했으며, 원래는 10대를 대상으로 한 챗봇 앱을 개발하는 회사였다. 챗봇 뒤에 있는 모델을 오픈 소스화한 후 회사는 기계 학습을 위한 플랫폼이 되는 데 초점을 맞추었다.
2021년 3월 허깅 페이스는 시리즈 B 자금 조달 라운드에서 4천만 달러를 모금했다.
2021년 4월 28일, 회사는 개방형 대형 언어 모델을 출시하기 위해 다른 여러 연구 그룹과 협력하여 빅사이언스 리서치 워크숍(BigScience Research Workshop)을 시작했다. 2022년 워크숍은 1,760억 개의 매개변수를 갖춘 다국어 대형 언어 모델인 BLOOM의 발표로 마무리되었다.
2021년 12월 21일, 회사는 기계 학습 모델의 대화형 브라우저 데모를 만드는 데 사용되는 소프트웨어 라이브러리인 Gradio를 인수했다고 발표했다.
2022년 5월 5일, 회사는 Coatue와 Sequoia가 주도하는 시리즈 C 자금 조달 라운드를 발표했다. 회사는 20억 달러의 가치 평가를 받았다.
2022년 5월 13일, 회사는 2023년까지 500만 명에게 기계 학습을 가르치겠다는 사명을 완수하기 위해 학생 대사 프로그램을 도입했다.
2022년 5월 26일, 회사는 Graphcore IPU용 Transformers 라이브러리를 최적화하기 위해 Graphcore와의 파트너십을 발표했다.
2022년 8월 3일, 회사는 SaaS 또는 온프레미스 배포를 지원하는 공개 Hugging Face Hub의 엔터프라이즈 버전인 Private Hub를 발표했다.
2023년 2월, 회사는 AWS 고객이 허깅 페이스의 제품을 사용자 지정 애플리케이션의 구성 요소로 사용할 수 있도록 허용하는 아마존 웹 서비스(AWS)와의 파트너십을 발표했다. 또한 이 회사는 차세대 BLOOM이 AWS가 개발한 독점 기계 학습 칩인 Trainium에서 실행될 것이라고 밝혔다.
2023년 8월, 회사는 시리즈 D 자금 조달에서 45억 달러 가치로 2억 3,500만 달러를 조달했다고 발표했다. 자금 조달은 세일즈포스가 주도했으며 구글, 아마존, 엔비디아, AMD, 인텔, IBM 및 퀄컴에서 주목할만한 참여가 이루어졌다.

## 같이 보기
- 오픈AI
- Station F